# 滋賀県立愛知高等養護学校
滋賀県立愛知高等養護学校（しがけんりつ えちこうとうようごがっこう、英: ECHI Special Needs Education High School）は、滋賀県愛知郡愛荘町にある高等部のみの特別支援学校。滋賀県立愛知高等学校の敷地内にある。学科はしごと総合科が設置されており、各学年の定員は16名である。

## 生徒数
- 47名（令和7年度）[3]

## 通学区域
- 滋賀県全域[4]

## 部活動
運動系部活動
- 高等養護運動クラブ
- フェンシング部
- 剣道部
- 硬式野球部
- バドミントン部
- テニス部
- バスケットボール部
- ハンドボール部
- 陸上競技部
- アーチェリー部

文化系部活動
- 高等養護文化クラブ
- 茶華道部
- 美術部
- 天文科学部
- 家庭部
- 書道部
- 音楽部（合唱）
- 軽音楽同好会

## 主な卒業生
- 井上舞美（2020年東京パラリンピック競泳日本代表）[5]